# Gert Elsässer
Gert Elsässer es un deportista austríaco que compitió en skeleton.
Ganó una medalla de oro en el Campeonato Mundial de Skeleton de 1982 y tres medallas en el Campeonato Mundial de Skeleton entre los años 1981 y 1983.

## Palmarés internacional
| Campeonato Mundial | Campeonato Mundial   | Campeonato Mundial | Campeonato Mundial |
| Año                | Lugar                | Medalla            | Prueba             |
| ------------------ | -------------------- | ------------------ | ------------------ |
| 1982               | Sankt Moritz (Suiza) | Medalla de oro     | Individual         |
| Campeonato Europeo |                      |                    |                    |
| Año                | Lugar                | Medalla            | Prueba             |
| 1981               | Igls (Austria)       | Medalla de oro     | Individual         |
| 1982               | Königssee (RFA)      | Medalla de oro     | Individual         |
| 1983               | Igls (Austria)       | Medalla de plata   | Individual         |